# Nazionale femminile di pallavolo della Nigeria
La nazionale femminile di pallavolo della Nigeria è una squadra africana composta dalle migliori giocatrici di pallavolo della Nigeria ed è posta sotto l'egida della Federazione pallavolistica della Nigeria.

## Risultati

### Competizioni FIVB
| 1952 | non qualificata | -            |
| 1956 | non qualificata | -            |
| 1960 | non qualificata | -            |
| 1962 | non qualificata | -            |
| 1967 | non qualificata | -            |
| 1970 | non qualificata | -            |
| 1974 | non qualificata | -            |
| 1978 | non qualificata | -            |
| 1982 | 23º posto       | Convocazioni |
| 1986 | non qualificata | -            |
| 1990 | non qualificata | -            |
| 1994 | non qualificata | -            |
| 1998 | non qualificata | -            |
| 2002 | non qualificata | -            |
| 2006 | non qualificata | -            |
| 2010 | non qualificata | -            |
| 2014 | non qualificata | -            |
| 2018 | non qualificata | -            |
| 2022 | non qualificata | -            |

### Competizioni CAVB
| 1976 | non qualificata | -            |
| 1985 | non qualificata | -            |
| 1987 | non qualificata | -            |
| 1991 | non qualificata | -            |
| 1993 | 3º posto        | Convocazioni |
| 1995 | 2º posto        | Convocazioni |
| 1997 | 2º posto        | Convocazioni |
| 1999 | 3º posto        | Convocazioni |
| 2001 | 2º posto        | Convocazioni |
| 2003 | non qualificata | -            |
| 2005 | 2º posto        | Convocazioni |
| 2007 | non qualificata | -            |
| 2009 | non qualificata | -            |
| 2011 | 8º posto        | Convocazioni |
| 2013 | non qualificata | -            |
| 2015 | non qualificata | -            |
| 2017 | 7º posto        | Convocazioni |
| 2019 | non qualificata | -            |
| 2021 | 4º posto        | Convocazioni |
| 2023 | 6º posto        | Convocazioni |

### Competizioni zonali
| 1978 | ?        | -            |
| 1987 | ?        | -            |
| 1991 | ?        | -            |
| 1995 | 3º posto | Convocazioni |
| 1999 | 3º posto | Convocazioni |
| 2003 | 1º posto | Convocazioni |
| 2007 | 7º posto | Convocazioni |
| 2011 | 4º posto | Convocazioni |
| 2015 | 8º posto | Convocazioni |
| 2019 | 4º posto | Convocazioni |
| 2024 | 6º posto | Convocazioni |